# Växjö stadshotell
Växjö stadshotell, senare Elite Stadshotellet Växjö, är ett stadshotell i Växjö. Det ligger i närheten av centralstationen och vid Stortorget, i det tidigare Växjö stadshus. Byggnaden ritades av Theodor Anckarsvärd 1852. Byggnaden fick sitt nuvarande utseende i samband med en renovering kring år 1900.
År 2018 var stadshotellet Växjös största hotell med 163 rum.